# Klaus-Jürgen Holzapfel
Klaus-Jürgen Holzapfel (* 18. Mai 1930 in Berlin; † 15. Juli 2025 in Linz am Rhein) war ein deutscher Verleger.

## Leben
Holzapfel wurde als Sohn des Verlegers Adolf Holzapfel geboren. Nach dessen Tod 1958 übernahm er die von seinem Vater gegründete Neue Darmstädter Verlagsanstalt (NDV). Unter seiner Leitung spezialisierte sich das Haus zunehmend auf Handbücher aus dem Bereich Politik. 1971 wurde der Firmensitz nach Rheinbreitbach verlegt.
Neben Kürschners Volkshandbuch Deutscher Bundestag erschienen Handbücher zu den deutschen Landtagen und zum Europäischen Parlament. 1990 erschien ein Volkshandbuch mit den Biografien der Abgeordneten der ersten frei gewählten Volkskammer. In Zusammenarbeit mit dem WDR-Schulfernsehen veröffentlichte die NDV Begleitmaterial. 1998 startete sie im Internet die Biografiedatenbank politikus.de.
Zu Beginn der 2000er Jahre zog Klaus-Jürgen Holzapfel sich allmählich aus dem operativen Geschäft des Verlags zurück, der nach seinem Ausscheiden zunächst von seinem Sohn Andreas und ab 2020 zusätzlich von seiner Enkelin Katrin Holzapfel geleitet wird. Holzapfel wurde in Linz am Rhein auf dem Waldfriedhof beigesetzt.

## Ehrungen
- 2011: Verdienstkreuz 1. Klasse der Bundesrepublik Deutschland für seine großen Verdienste um die politische Bildung[4]